# دانييل كونغري
دانييل كونغري (بالفرنسية: Daniel Congré)‏ (مواليد 5 أبريل 1985 في تولوز - فرنسا) لاعب كرة قدم فرنسي يلعب حاليا لصالح نادي الدرجة الأولى تولوز الفرنسي منذ 1996 في مركز الوسط المدافع كما يجيد اللعب في مركز الظهير الأيمن.

## روابط خارجية
- دانييل كونغري على موقع قاعدة بيانات كرة القدم.إي يو (الإنجليزية)
- دانييل كونغري على موقع ليكيب (الفرنسية)
- دانييل كونغري على موقع Soccerway.com (الإنجليزية)
- دانييل كونغري على موقع عالم كرة القدم.نت (الإنجليزية)
- دانييل كونغري على موقع كووورة
- دانييل كونغري على موقع AS.com (الإسبانية)